# Зелена Гура (гміна)
Гміна Зелена Гура (пол. Gmina Zielona Góra) — колишня сільська гміна, що існувала у 1973-2014 роках у північно-західній Польщі. Належала до Зеленогурського повіту Любуського воєводства.
Станом на 31 грудня 2011 у гміні проживало 18798 осіб.
З 1 січня 2015 року в рамках проекту з об'єднання сільських гмін, органи управління яких розташовані у сусідніх містах, із містами, гміну включено до складу міської гміни Зельона Гура, що є містом на правах повіту. З поселень колишньої гміни 2 січня 2015 року утворено дільницю Нове Місто. З 22 поселень 18 мають статус допоміжних одиниць гміни (солтиства), ще 4 не мають окремого статусу.

## Площа
Згідно з даними за 2007 рік площа гміни становила 220.45 км², у тому числі:
- орні землі: 34.00%
- ліси: 55.00%

Таким чином, площа гміни становить 14.04% площі повіту.

## Населення
Станом на 31 грудня 2011:
| Опис     | Загалом | Загалом | Чоловіки | Чоловіки | Жінки | Жінки |
| -------- | ------- | ------- | -------- | -------- | ----- | ----- |
| одиниця  | осіб    | %       | осіб     | %        | осіб  | %     |
| все      | 18798   | 100     | 9313     | 49.54    | 9485  | 50.46 |
| міське   | 0       | 100     | 0        |          | 0     |       |
| сільське | 18798   | 100     | 9313     | 49.54    | 9485  | 50.46 |

## Сусідні гміни
Гміна Зельона Ґура межує з такими гмінами: Забур, Кожухув, Новоґруд-Бобжанський, Отинь, Свідниця, Сулехув, Червенськ.